# Jean Taris
Jean Taris (Francia, 6 de julio de 1909-10 de enero de 1977) fue un nadador francés especializado en pruebas de estilo libre media y larga distancia, donde consiguió ser subcampeón olímpico en 1932 en los 400 metros.

## Carrera deportiva
En los Juegos Olímpicos de Los Ángeles 1932 ganó la medalla de plata en los 400 metros estilo libre, tras el estadounidense Buster Crabbe y por delante del japonés Tsutomu Ōyokota.
Y en el campeonato europeo de París de 1931 ganó la plata en la misma prueba, y en el de Magdeburgo 1934 ganó el oro en esa misma prueba y en los 1500 metros estilo libre.